# أليخاندرو ألتونا
أليخاندرو ألتونا (بالإسبانية: Alejandro Altuna)‏ هو لاعب كرة قدم أرجنتيني في مركز الوسط، ولد في 19 يناير 1992 في Laborde, Hautes-Pyrénées ‏ في فرنسا. لعب مع Sportivo Patria ‏.

## وصلات خارجية
- أليخاندرو ألتونا على موقع قاعدة بيانات كرة القدم.إي يو (الإنجليزية)
- أليخاندرو ألتونا على موقع Soccerway.com (الإنجليزية)